# リポーズアフターアワーズ
Repose After Hoursは、エフエム沖縄（FM沖縄）で2001年10月1日から2013年3月29日まで平日の18:00 - 19:55に放送されていた生放送のワイド番組。

## 概要
1988年4月1日～2001年9月28日まで放送された、『歌謡ステーション～心ほどいて～』の枠を継いで、同年10月1日より開始。当初は、中村一枝が単独で担当していたほか、放送時間も18:00～18:55までの1時間番組であった。番組名を決めたのはデビッド・シェーン（2013年3月5日放送回より）。
2003年4月に行われた番組改編で新たにPart2（19:00～19:55）が新設され放送時間が拡大。Part2が新設されてからしばらく経過して後に比嘉周作がパーソナリティに加わる。中村一枝が 2009年9月30日～2010年1月31日までリフレッシュ休暇で長期休養に入る。リポーズを8年やってのお休みとの事。2009年10月5日からは、中村一枝のピンチヒッターで石底マキがリポーズに登場。比嘉周作と二人で担当。中村一枝 2010年2月1日からリポーズ復帰（月・火・水の担当）。仲座健太も同日より参加（月・火・水の担当）。また、比嘉周作と石底マキが木・金の担当となる。番組改編に伴い、比嘉周作と石底マキが2011年2月をもって勇退。
2011年2月まで時間帯は、6時台は中村一枝が一人が担当、7時台から仲座健太が加わり二人で担当であった。番組改編に伴い2011年3月からは 18:00～18:45まで中村一枝が一人で担当。18:45以降は仲座健太が加わり二人で担当。2010年2月～2011年2月まであった仲座先輩ファンクラブ・金城さんファンクラブを解体、新たに2011年3月からリポーズファンクラブとして設立。メルマガ登録（無料）を行ったリポーズファンクラブ会員は、2011年4月現在300人超の規模となっている。リポーズファンクラブ会長に中村一枝が就任。2011年10月に放送開始10周年を迎えた。
2013年3月5日放送回のコーナー"oneニュース"で3月末で放送終了することが告知された。
ちなみに、中村は7年後の2020年3月30日から、ライバル局であるRBCiラジオの夕方に放送される情報番組「わんDAY」の月曜～水曜のパーソナリティを務めることとなり、7年振りに夕方の番組を受け持つこととなった。

## 放送時間
- 18:00～18:55（2001年10月～2003年3月）
- 18:00～19:55（2003年4月～2013年3月29日）

## パーソナリティ
- 中村一枝（月～金、2001年10月～2009年9月・2010年2月～2011年12月・2012年4月～）「声のプロダクション、株式会社キャラ所属」
- 仲座健太（月～金、2010年2月～）「沖縄お笑い団体FECに所属、漫才コンビ：ハンサム」

### 過去のパーソナリティ
- 比嘉周作(木・金、～2011年2月)。　現在同局にて、スズキ前向きドライブ（土曜 12:00～12:25）担当
- 石底マキ(木・金、2009年10月～2011年2月)。　かつて同局にて、マクドナルド presents 「For You」(月～金：14:45～14:50)を担当していた。
- 安谷屋真理子（2010年9月1日開局26周年企画「パーソナリティシャッフル」時に担当）
- 宮城麻里子（月～金、2012年1月～3月）「元RBCアナウンサー」

## 主なコーナー
- 18:20 オリオンびあぶれいく(オリオンビール)
極東放送時代からFM沖縄に引き継いで放送した『ほろ酔いジョッキー』（～1994年4月1日まで）から続いたオリオンビール提供枠。コーナー枠自体は後番組『U COOL LAB』『Sh@re TIME』の内包を経て、『Connect』の内包[注釈 1]として続けていたが、2024年3月29日の放送を以て番組を終了した。これにより、オリオンビール単独提供枠の県内ラジオ番組は同年4月以降なくなることとなった。
  - 月曜日は、今月のマンスリーゲストのコーナー。
  - 火曜日は、タイ式ヨガ ルーシーダットン インストラクターの宮崎かず美。
  - 水曜日は、沖縄LOVEwebの幸田悟。
  - 木曜日は、県内で出版されている話題の本を紹介する「県産本ライブラリー」。フォレスト編集長 宮城一春による毎週1冊、お薦めの本の紹介。
  - 金曜日は、オリオンビール社員によるオリオンビールの新商品紹介など。
- 18:33 一枝のウェディングトーク(金曜日のみ)
リスナーからのウェディングに関する悩みや疑問に答えるコーナー。2013年3月27日の放送回で、このコーナーについて4月以降、曜日はそのままで放送時間が18:50～18:55になることが告知された。
- 18:45 テレフォンナンバーでビンゴ!
パーソナリティの二人が選ぶ数字三つ（日付・パッと開いた本のページ数・くるくる回して出た玉に書かれた数字）と手持ち携帯電話番号の下三桁があえばビンゴ! 二千円分のクオカードが貰える。該当者が沢山いた場合は抽選で二人が選ばれ、番組終了後にパーソナリティの仲座健太からの電話がある。
- 19:00 oneニュース 
リスナーの身の回りで起きた出来事をニュース風に書いて送ってもらうコーナー。oneには、沖縄の方言の「ワン」の意味も含まれるとのこと（意味：自分）。リスナーの記事が紹介されると通信員として任命される。中村一枝、仲座健太、ディレクターセレクトのよく耳にするニュースの紹介もある。
- 19:10 Monday Edition 元気応援団（月曜日） 
応援したい人を紹介するコーナー。採用されると、ファミリーマートのチキン10本分の引き換えチケットをプレゼント。
- 19:40 リポーズ情報BOX 
コンサート・イベント・同局の番組情報の紹介。
- rep作文 (不定期)
番組のメールアドレスでもある「R・E・P」で作文作成をするコーナー。仲座 健太（月、火、水）担当。リスナーの作品紹介（木、金）。派生したアルファベット3文字で作文する「仲座先輩にかかってこいや！」のコーナーもある。（過去に、AKB作文・WWW作文・TRY作文等あり）

過去のコーナー
- 中村一枝の「脂肪を希望に変え隊」ダイエットプロジェクト
- 仲座健太の禁煙プロジェクト
いずれも2011年4月～7月の予定。
- オリオンスペシャルXプレゼンツ　ウチナー仕事道（7/14～8/12）
リスナーから「仕事で達成感を得た瞬間」や「その業界ならではのあるある苦労話」を募り、採用された人にはオリオンスペシャルX 1ケースをプレゼント。
- ハイサイ世界のウチナーンチュ（2011年9月）
2011年10月沖縄で開催される第5回世界のウチナーンチュ大会の紹介
- オリオン麦の雫 2人の思い出ごはん（?～2012年11月）
- リザンリラックスタイム（2001年10月～2011年12月）
季節の情報、リスナーからのメッセージ等紹介。
- 夜中の俺は面白い(月曜)